# Бирациональная геометрия

Окружность бирационально эквивалентна прямой. Одним из бирациональных отображений между ними служит стереографическая проекция, показанная на рисунке.

Бирациональная геометрия — это раздел алгебраической геометрии, основной задачей которого является классификация алгебраических многообразий с точностью до бирациональной эквивалентности. Это сводится к изучению отображений, которые задаются рациональными функциями, а не многочленами. Отображение может быть не определено в некоторых точках, являющихся полюсами рациональной функции.

## Бирациональные отображения
Рациональное отображение одного (неприводимого) многообразия X в другое многообразие Y (записывается как пунктирная стрелка X ⇢ Y) определяется как морфизм из непустого открытого подмножества U многообразия X в Y. По определению топологии Зарисского, используемой в алгебраической геометрии, непустое открытое подмножество U является всегда дополнением подмножества X меньшей размерности. Конкретно, рациональное отображение можно записать в координатах с использованием рациональных функций.
Бирациональное отображение из X в Y — это рациональное отображение f: X ⇢ Y такое, что существует рациональное отображение Y ⇢ X, обратное f. Бирациональное отображение порождает изоморфизм непустого открытого подмножества X в непустое открытое подмножество Y. В этом случае говорят, что X и Y бирационально эквивалентны. В алгебраических терминах два многообразия над полем k бирационально эквивалентны тогда и только тогда, когда их поля функций изоморфны как расширения поля k.
Специальный случай — бирациональный морфизм f: X → Y, означающий морфизм, являющийся бирациональным. Тогда f определена на всём X, но её обратная может быть определена не на всём Y. Обычно это случается, когда бирациональный морфизм сжимает некоторые подмногообразия X в точки в Y.
Говорят, что многообразие X рационально, если оно рационально эквивалентно аффинному пространству (или, эквивалентно, проективному пространству) той же размерности. Рациональность является вполне естественным свойством — она означает, что X без некоторого подмножества меньшей размерности может быть отождествлена с аффинным пространством без некоторого подмножества меньшей размерности. Например, окружность, заданная уравнением x2 + y2 − 1 = 0, является рациональной кривой, поскольку формулы
{\displaystyle x={\frac {2\,t}{1+t^{2}}}}
{\displaystyle y={\frac {1-t^{2}}{1+t^{2}}}\,,}
определяют бирациональное отображение прямой в окружность. (Если подставлять вместо t рациональные числа, получим пифагоровы тройки.) Обратное отображение переводит (x,y) в (1 − y)/x.
Более обще, гладкая квадратичная (степени 2) гиперповерхность X любой размерности n является рациональной ввиду стереографической проекции (для квадратичного многообразия X над полем k должно предполагаться, что оно имеет k-рациональную точку. Это выполняется автоматически, если k алгебраически замкнуто.). Чтобы определить стереографическую проекцию, предположим, что p — точка в X. Тогда бирациональное отображение из X в проективное пространство Pn прямых, проходящих через p, задаётся отображением точки q в X в прямую, проходящую через p и q. Это отображение является бирациональной эквивалентностью, но не изоморфизмом многообразий, поскольку оно не определено при q = p (и обратное отображение не определено для прямых, проходящих через p и лежащих в X).

## Минимальные модели и разрешение особенностей
Любое алгебраическое многообразие бирационально эквивалентно проективному многообразию (лемма Чжоу). Таким образом, для бирациональной классификации достаточно работать лишь с проективными многообразиями, и это наиболее обычное предположение.
Много глубже, по теореме Хиронаки о разрешении особенностей — над полем характеристики 0 (таком, как комплексные числа) любое многообразие является бирационально эквивалентным гладкому проективному многообразию. С учётом этого достаточно классифицировать гладкие проективные многообразия с точностью до бирациональной эквивалентности.
В размерности 1, если две гладкие проективные кривые бирационально эквивалентны, они изоморфны. Однако это не так в размерности 2 и выше ввиду конструкции раздутия. При раздутии любое гладкое проективное многообразие размерности 2 и выше бирационально эквивалентно бесконечному числу «бо́льших» многообразий, например, с бо́льшими числами Бетти.
Это приводит к идее минимальных моделей — существует ли единственное простейшее многообразие в каждом классе рациональной эквивалентности? Современное определение минимальной модели — проективное многообразие X минимально, если каноническое линейное расслоения KX имеет неотрицательную степень на любой кривой в X. Другими словами, KX является неф-расслоением. Легко проверить, что раздутые многообразия никогда не бывают минимальными.
Эта идея хорошо работает для алгебраических поверхностей (многообразий размерности 2). В современных терминах центральным результатом итальянской школы алгебраической геометрии в 1890—1910 годах, частью классификации, стал факт, что любая поверхность X бирационально эквивалентна либо произведению P1 × C для некоторой кривой C, либо минимальной поверхности Y. Эти два случая взаимно исключают друг друга и Y уникальна, если существует. Если Y существует, она называется минимальной моделью поверхности X.

## Бирациональные инварианты
В первую очередь, не вполне понятно, как показать, что существует какая-либо нерациональная алгебраическая поверхность. Для того, чтобы это доказать, нужно использовать некоторые инварианты алгебраических многообразий.
Один полезный набор бирациональных инвариантов — плюрироды. Каноническое расслоение гладкого многообразия X размерности n - это линейное расслоение n-форм KX = Ωn, которое является n-ой внешней степенью канонического расслоения многообразия X. Для целого числа d, d-ая тензорная степень KX опять является линейным расслоением. Для d ≥ 0 векторное пространство глобальных сечений H0(X, KXd) имеет замечательное свойство, что бирациональное отображение f: X ⇢ Y между гладкими проективными многообразиями порождает изоморфизм H0(X, KXd) ≅ H0(Y, KYd).
Для d ≥ 0 определим d-ый плюрирод Pd как размерность векторного пространства H0(X, KXd). Тогда плюрироды являются бирациональными инвариантами гладких проективных многообразий. В частности, если какой-либо плюрирод Pd при d > 0 не равен нулю, то X не является рациональным многообразием.
Фундаментальным бирациональным инвариантом является размерность Кодаиры, которая измеряет рост плюриродов Pd при d, стремящемся к бесконечности. Размерность Кодаиры делит все многообразия размерности n на n + 2 типа с размерностями Кодаиры −∞, 0, 1, …, n. Этот инвариант показывает сложность многообразия, при этом проективное пространство имеет размерность Кодаиры −∞. Наиболее сложные многообразия — это те, у которых размерность Кодаиры совпадает с размерностью пространства n, и эти многообразия носят название многообразия общего типа.
Более обще, любое естественное прямое слагаемое E(Ω1) r-ой тензорной степени кокасательного пучка Ω1 с r ≥ 0 векторное пространство глобальных сечений H0(X, E(Ω1)) является бирациональным инвариантом для гладких проективных многообразий. В частности, числа Ходжа hr,0 = dim H0(X, Ωr) являются бирациональными инвариантами X. (Большинство других чисел Ходжа hp, q не являются бирациональными инвариантами, что показывается раздутием.)
Фундаментальная группа π1(X) является бирациональным инвариантом для гладких комплексных проективных многообразий.
«Теорема о слабой факторизации», которую доказали Абрамович, Кару, Мацуки и Влодарчик, утверждает, что любое бирациональное отображение между двумя гладкими комплексными проективными многообразиями может быть разложено на конечное число раздутий или сдутий гладких подмногообразий. Это важно знать, однако остаётся трудной задача определения, являются ли два гладких проективных многообразия бирационально эквивалентными.

## Минимальные модели в высоких размерностях
Проективное многообразие X называется минимальным, если каноническое расслоение KX является неф-расслоением. Для X размерности 2 достаточно рассматривать гладкие многообразия. В размерностях 3 и выше минимальным многообразиям должно быть разрешено иметь некоторые слабые особенности, для которых KX остаётся имеющим хорошее поведение. Они называются терминальными особенностями.
Тем не менее, из верности гипотезы о минимальной модели следовало бы, что любое многообразие X либо покрывается рациональными кривыми, либо бирационально эквивалентно минимальному многообразию Y. Если таковое существует, Y называется минимальной моделью многообразия X.
Минимальные модели не единственны в размерностях 3 и выше, но любые два минимальных бирациональных многообразия очень близки. Например, они изоморфны вне подмножеств с коразмерностью 2 и выше, и, более точно, они связаны последовательностью флипов. Так что гипотеза о минимальной модели давала бы существенную информацию о бирациональной классификации алгебраических многообразий.
Мори доказал гипотезу для размерности 3. Есть большой прогресс в более высоких размерностях, хотя главная проблема остаётся открытой. В частности, Биркар, Кассини, Хакон и Маккернан доказали, что любое многообразие общего типа над полем характеристики 0 имеет минимальную модель.

## Унилинейчатые многообразия
Многообразие называется унинолинейчатым, если оно покрыто рациональными кривыми. Унилинейчатое многообразие не имеет минимальной модели, но существует хорошая замена — Биркар, Кассини, Хакон и Маккернан показали, что любое унилинейчатое многообразие над полем с нулевой характеристикой является бирациональным расслоению Фано. Это ведёт к задаче бирациональной классификации расслоений Фано и (как наиболее интересный случай) многообразий Фано. По определению, проективное многообразие X является многообразием Фано, если антиканонический пучок KX* является обильным. Многообразия Фано можно рассматривать как наиболее близкие к проективным пространствам.
В размерности 2 любое многообразие Фано (известное как поверхность дель Пеццо) над алгебраически замкнутым полем рационально. Главным открытием 1970-х годов было то, что, начиная с размерности 3, существует много многообразий Фано, не являющихся рациональными. В частности, гладкие кубические трёхмерные многообразия, согласно Клеменсу и Гриффитсу, не рациональны, а гладкие трёхмерные многообразия четвёртой степени не рациональны согласно Исковских и Манину. Всё же, задача точного определения, какие многообразия Фано рациональны, далека от решения. Например, неизвестно, существует ли нерациональная гладкая кубическая гиперповерхность в Pn+1 с n ≥ 4.

## Группы бирациональных автоморфизмов
Алгебраические многообразия значительно отличаются по количеству их бирациональных автоморфизмов. Любое многообразие общего типа очень жёстко в том смысле, что его группа бирациональных автоморфизмов конечна. Другая крайность, группа бирациональных автоморфизмов проективного пространства Pn над полем k, известная как группа Кремоны Crn(k), велика (имеет бесконечную размерность) для n ≥ 2. Для n = 2 комплексная группа Кремоны Cr2(C) порождается «квадратичным преобразованием»
[x,y,z] ↦ [1/x, 1/y, 1/z]
вместе с группой PGL(3,C) автоморфизмов P2, согласно Максу Нётеру и Гвидо Кастельнуово. В отличие от этого, группа Кремоны в размерности n ≥ 3 очень таинственна, для неё не известно явного множества генераторов.
Исковских и Манин показали, что группа бирациональных автоморфизмов гладких гиперповерхностей четвёртого порядка (квартик) трёхмерных многообразий равна её группе автоморфизмов, которая конечна. В этом смысле трёхмерны многообразия четвёртого порядка далеки от рациональности, поскольку группа бирациональных автоморфизмов рационального многообразия огромна. Этот феномен «бирациональной жёсткости» был открыт с тех пор для многих расслоенных пространств Фано.